# DJ-Kicks: Kruder & Dorfmeister
DJ-Kicks: Kruder & Dorfmeister è un album di DJ mix, mixato da Kruder & Dorfmeister. È stato pubblicato il 19 agosto 1996 con l'etichetta discografica indipendente Studio! K7, come parte della serie DJ-Kicks.

## Tracce
1. The Herbaliser – A Mother
2. Small World – Livin' Free
3. Tango – Spellbound
4. The Lab Rats – Give My Soul
5. Statik Sound System – Revolutionary Pilot
6. JMJ & Flytronix – In Too Deep
7. Aquasky – Kauna
8. James Bong – Never Say?
9. Hardfloor – Dubdope
10. Thievery Corporation – Shaolin Satellite
11. Kruder & Dorfmeister – High Noon
12. Beanfield – Keep On Believing
13. Sapien – Que Dolor
14. Shantel – Bass and Several Cars
15. Karma – Look Up Dere
16. Showroom Recordings – Radio Burning Chrome
17. Kruder & Dorfmeister – Black Baby (DJ-Kicks)